# V357 Андромеды
V357 Андромеды (лат. V357 Andromedae), HD 5066 — тройная звезда в созвездии Андромеды на расстоянии приблизительно 811 световых лет (около 249 парсеков) от Солнца. Видимая звёздная величина звезды — от +6,74m до +6,7m. Возраст звезды определён как около 848 млн лет.
Пара первого и второго компонентов — двойная вращающаяся эллипсоидальная переменная звезда (ELL:). Орбитальный период — около 1,6624 суток.

## Характеристики
Первый компонент — белая звезда спектрального класса A2V, или A1V, или A0. Масса — около 3,355 солнечных, радиус — около 4,428 солнечных, светимость — около 81,96 солнечных. Эффективная температура — около 9268 К.
Третий компонент — коричневый карлик. Масса — около 23,48 юпитерианских. Удалён на 2,239 а.е..